# Giả thuyết mô phỏng

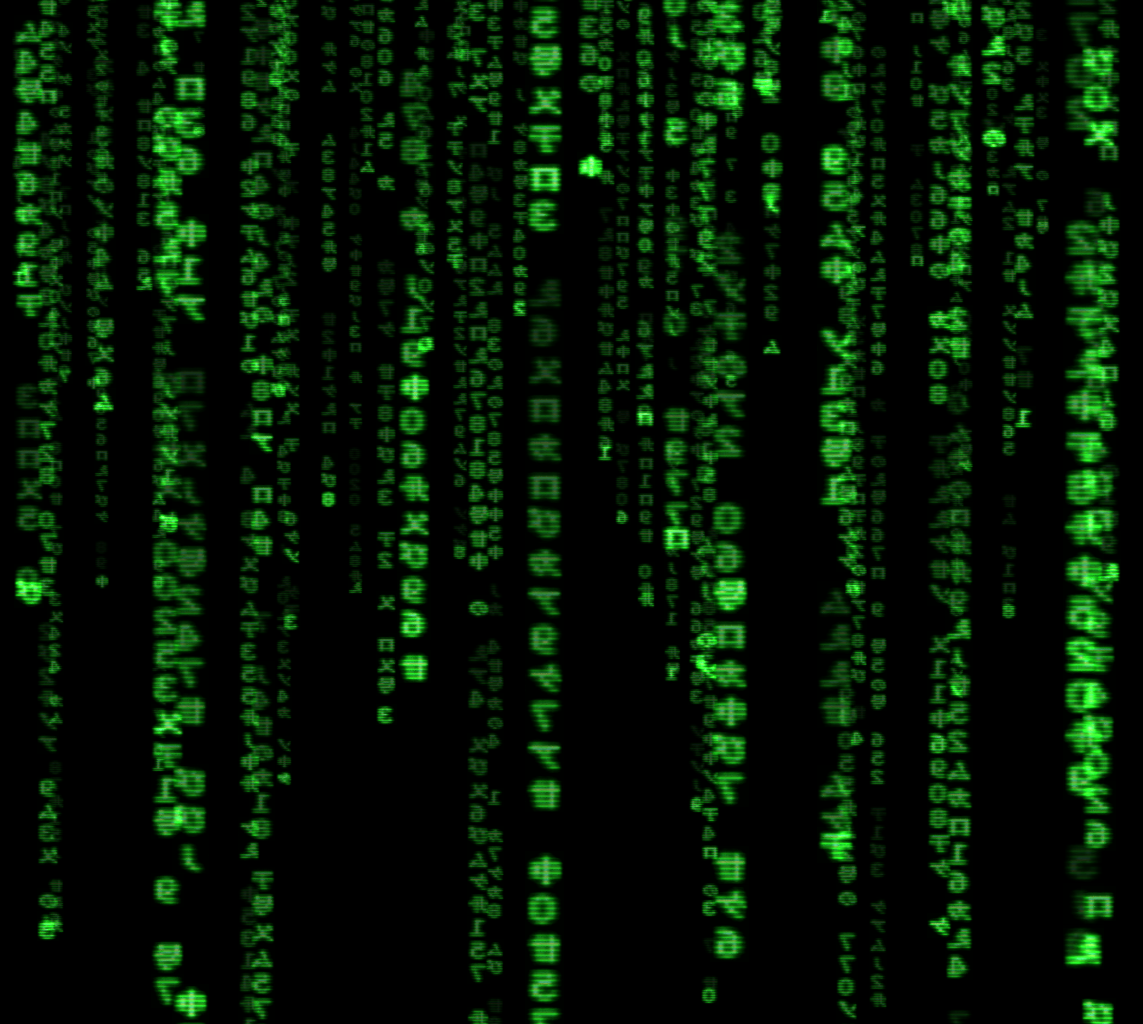
The Matrix

Giả thuyết mô phỏng, lý thuyết mô phỏng hoặc thuyết giả lập đề xuất rằng tất cả mọi thực tại ngày nay, bao gồm cả Trái đất và vũ trụ, trên thực tế là một sự mô phỏng do sinh vật ngoài vũ trụ dựng nên, rất có thể là một mô phỏng do máy tính hay trí tuệ nhân tạo (AI) tạo ra. Một số phiên bản khác của thuyết này dựa trên sự phát triển của một thực tế mô phỏng, một công nghệ tối tân để thuyết phục mọi người tin sự mô phỏng là có thật. Giả thuyết này được lấy làm cốt truyện của nhiều câu chuyện và phim khoa học viễn tưởng.